# آرمشتورف
آرمشتورف (به آلمانی: Armstorf) یک شهر در آلمان است که در Börde Lamstedt واقع شده‌است. آرمشتورف ۶۳۶ نفر جمعیت دارد.